# تیرکس

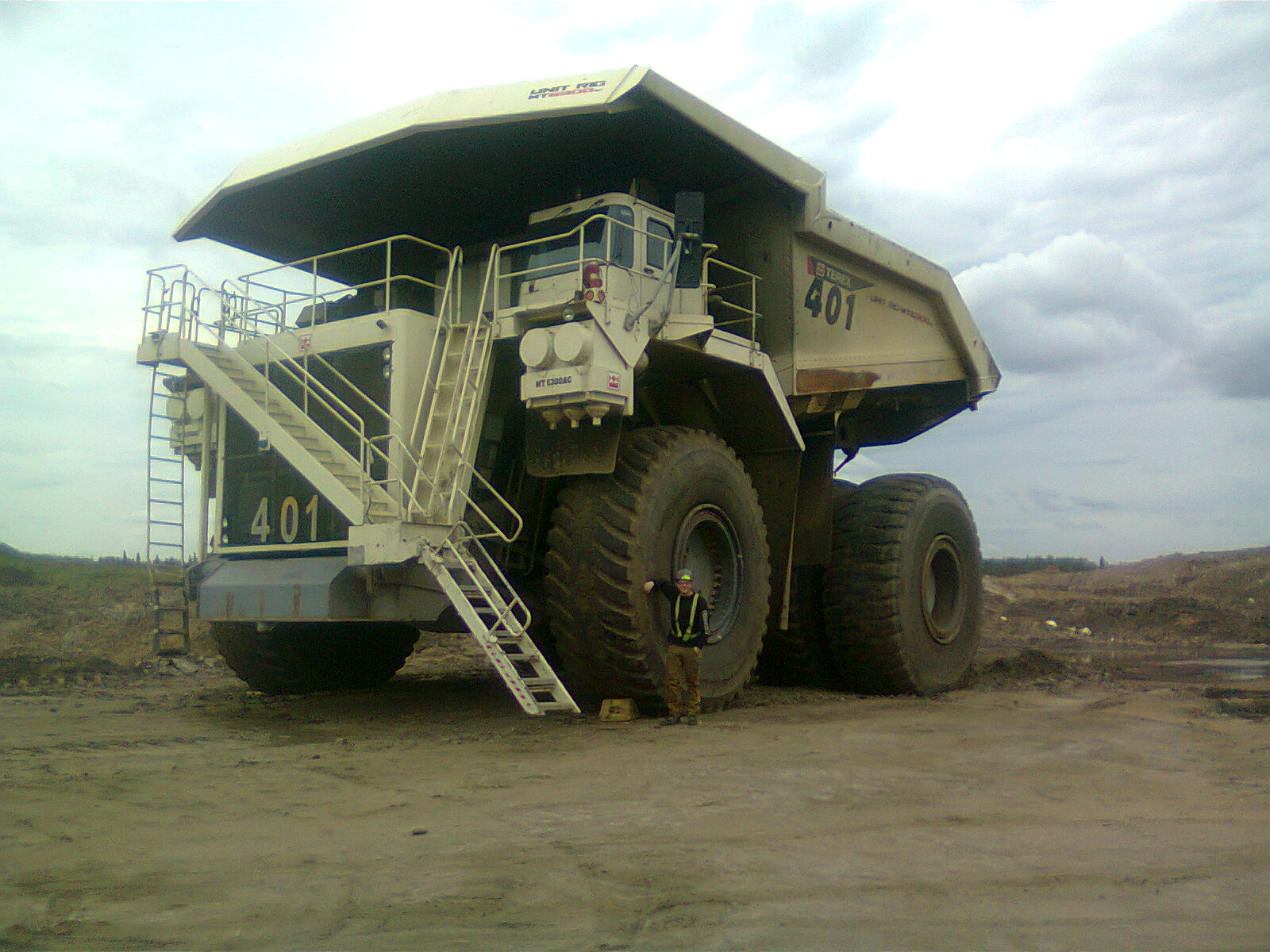
تیرکس ۶۳۰۰ای‌سی

تیرکس کورپوریشن (به انگلیسی: Terex Corporation) شرکت صنایع سنگین آمریکایی است، که در زمینه طراحی و ساخت ماشین‌آلات ساخت‌وساز، انواع جرثقیل، بکهولودر، چری پیکر و بولدوزر فعالیت می‌نماید.
شرکت تیرکس در سال ۱۹۲۵ توسط جرالد ویلیامسون راه‌اندازی شد و اکنون دارای ۵۰ کارخانه تولیدی در آمریکای شمالی، آمریکای جنوبی، اروپا، آسیا و استرالیا می‌باشد و تولیدات خود را در ۱۷۰ کشور جهان عرضه می‌دارد.
دفتر مرکزی این کورپوریشن در شهر وست پورت، کنتیکت، ایالات متحده آمریکا قرار دارد و سهام آن در بازار بورس نیویورک معامله می‌شود.